# Bylaw (EP)
Bylaw (Tên khác Bylaw EP; cách điệu viết hoa) là extended play (EP) của DJ người Hà Lan Martin Garrix. EP được phát hành có 5 phần, với mỗi bài hát mới ra mỗi ngày từ ngày 15 đến ngày 19 tháng 10. EP có sự hợp tác với Blinders, Dyro and Pierce Fulton. Bài hát đầu tiên, "Breach (Walk Alone)" với Blinders, đã được phát hành vào ngày 15 tháng 10 năm 2018. "Yottabyte", "Latency", "Access" và "Waiting for Tomorrow" lần lượt vào các ngày 16, 17, 18 và 19 tháng 10 năm 2018.

## Danh sách bài hát
| STT | Nhan đề                                                             | Sáng tác                                                      | Sản xuất                         | Thời lượng |
| --- | ------------------------------------------------------------------- | ------------------------------------------------------------- | -------------------------------- | ---------- |
| 1.  | "Breach (Walk Alone)" (với Blinders)                                | Martijn Garritsen Mateusz Owsiak Ilsey Juber Dewaine Whitmore | Martin Garrix Blinders           | 2:58       |
| 2.  | "Yottabyte"                                                         | Garritsen Frank van Essen                                     | Garrix                           | 3:30       |
| 3.  | "Latency" (với Dyro)                                                | Garritsen Jordy van Egmond                                    | Garrix Dyro                      | 3:24       |
| 4.  | "Access"                                                            | Garritsen                                                     | Garrix                           | 3:15       |
| 5.  | "Waiting for Tomorrow" (với Pierce Fulton hợp tác với Mike Shinoda) | Garritsen Pierce Fulton Mike Shinoda Brad Delson              | Garrix Pierce Fulton Brad Delson | 4:07       |